# Табаско (соус)

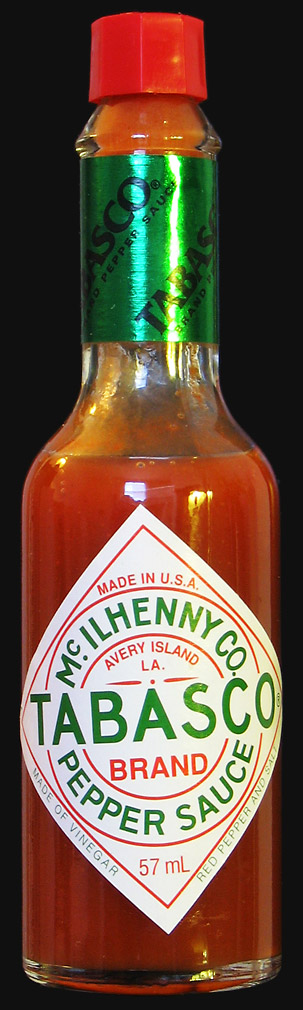

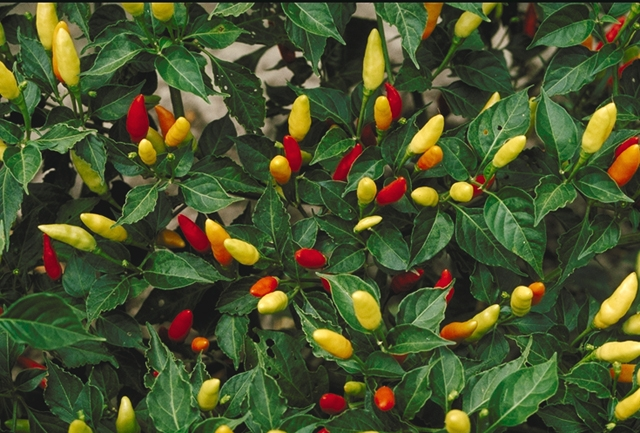
Перець табаско

Таба́ско — бренд гострих соусів, зроблених з м'якоті стиглих плодів Capsicum frutescens (перець табаско), оцту та солі. Соус витримується протягом трьох років в бочках з білого лімузинського дуба. Має кислий, пікантний аромат.

## Виготовлення
Виробником всесвітньо відомих соусів марки «Табаско» є американська компанія «Макайленні» (McIlhenny).
Виробництво червоного перцевого соусу почалося в 1868. Соус став результатом численних і тривалих експериментів Едмунда Макайленні, власника невеликого острова Ейвері Айленд на соляних копальнях в штаті Луїзіана.
Для приготування соусу свого Едмунд Макайленні використовував особливий сорт червоного перцю — Табаско, сіль з місцевої копальні і оцет високої якості. Серед основних переваг цього соусу — універсальність у використанні, відсутність калорій і жиру, низький вміст натрію, використання при виготовленні тільки натуральних інгредієнтів.

Коли перці дозрівають і червоніють, з них роблять пюре з особливою сіллю, а потім цю суміш розливають у дерев'яні бочки з білого дуба і залишають бродити на три роки. Після цього пюре з перцю змішують з винним оцтом, потім фільтрують і розливають у пляшки. За своєю гостротою 1 / 4 ч. ложки перцевого соусу Табаско можна прирівняти до: 1 / 2 ч. ложки чорного перцю, 1 / 2 ч. ложки білого перцю.
Вперше соус був розлитий в старі пляшечки з-під парфумів, і компанія досі зберігає їхню форму.

## Використання
Цю пекучу приправу можна додавати в багато супів, рагу, соуси, омлети і маринади.
- маринування м'яса, страви на грилі та інші смажені м'яса (курка, яловичина, риба, свинина)
- як спеції в страви з бобовими, такі як горох і боби, і супи з м'ясом і овочами
- Табаско — обов'язковий інгредієнт коктейлю «Кривава Мері».

Соус досить гострий, тому додавати треба лише кілька крапель і обов'язково скуштувати страву, щоб зрозуміти ступінь її гостроти.
Пляшку можна зберігати до 3 місяців без холодильника або довше в холодильнику.

## Продукція

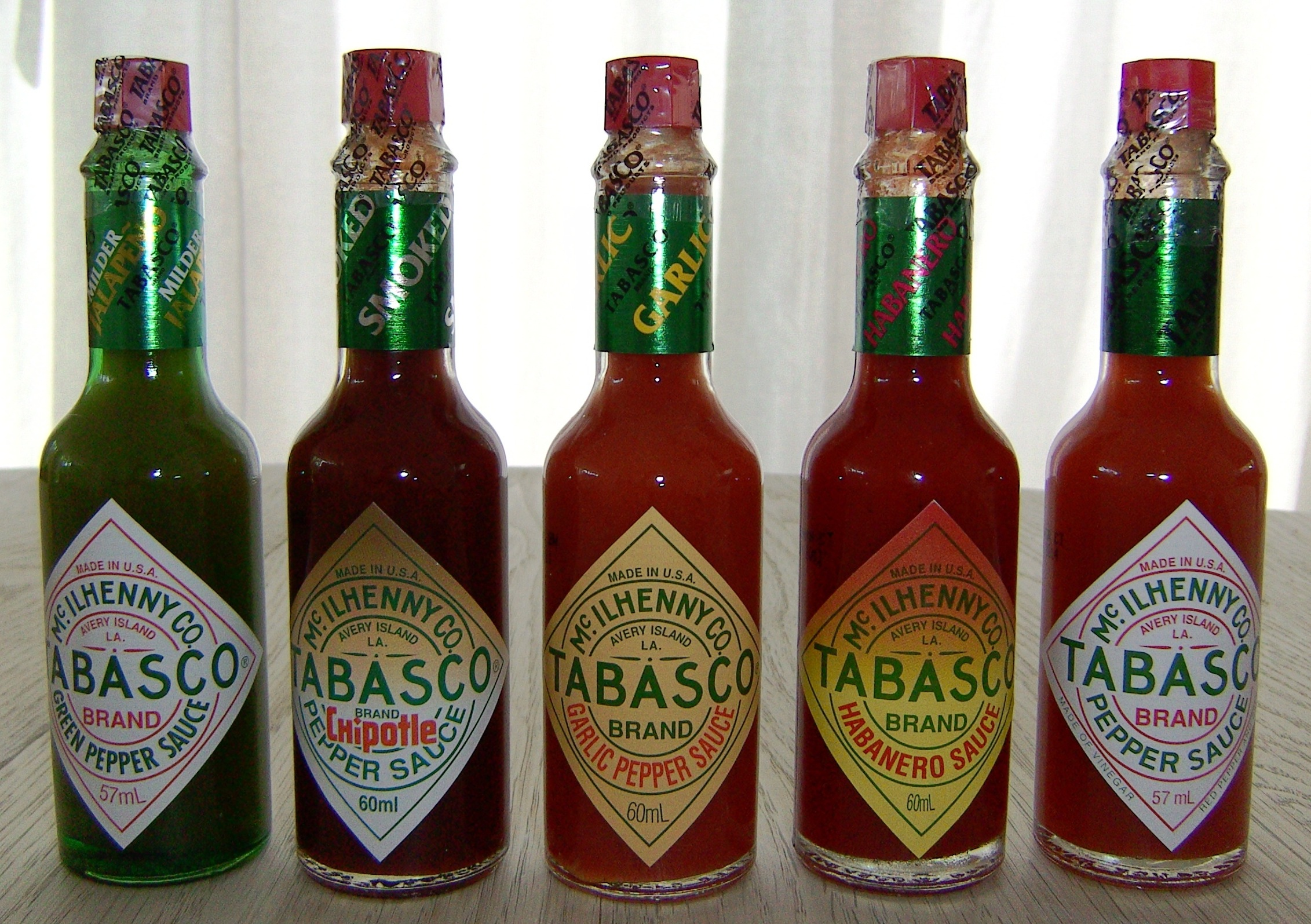
Різновиди «Табаско»

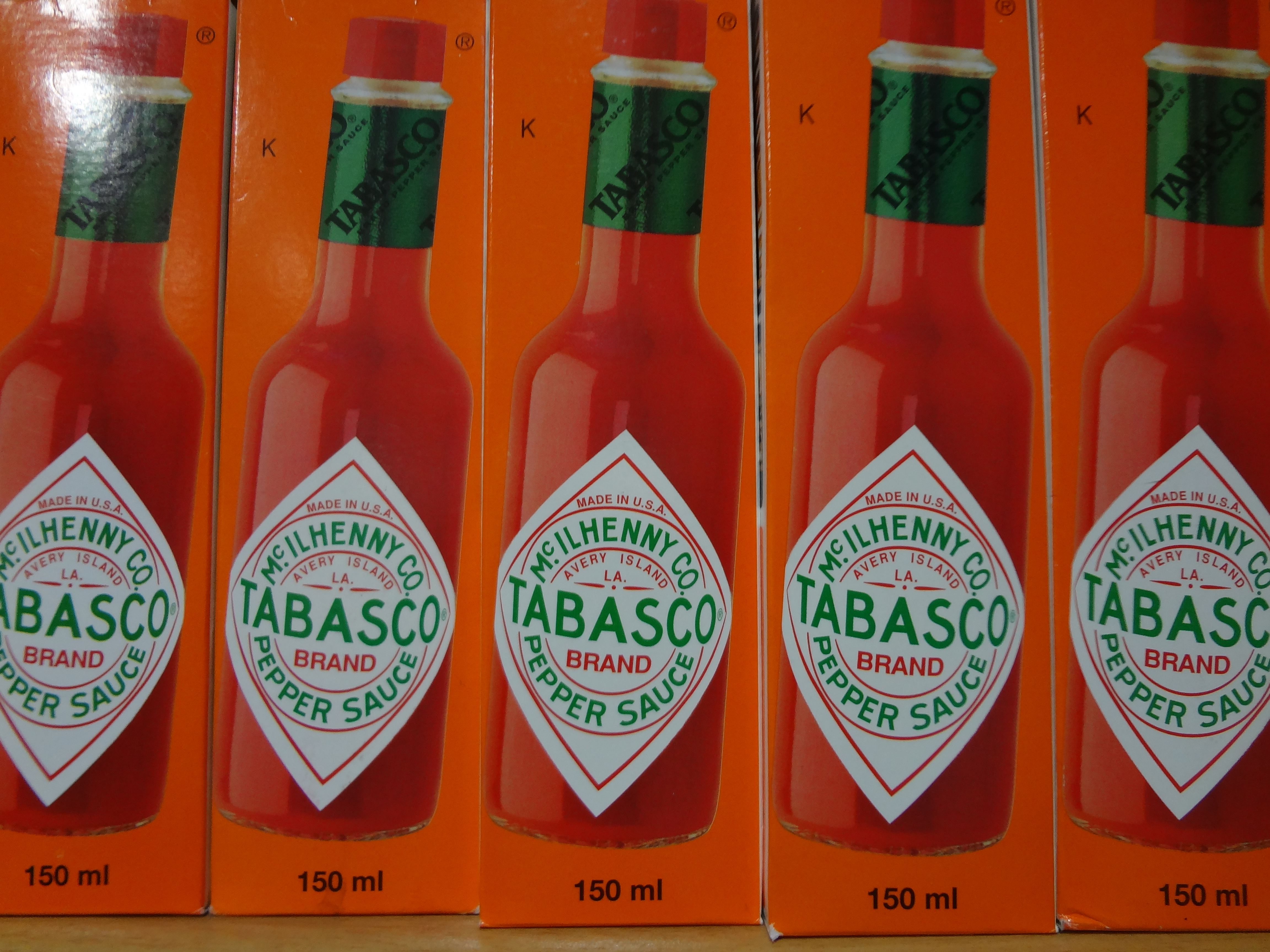

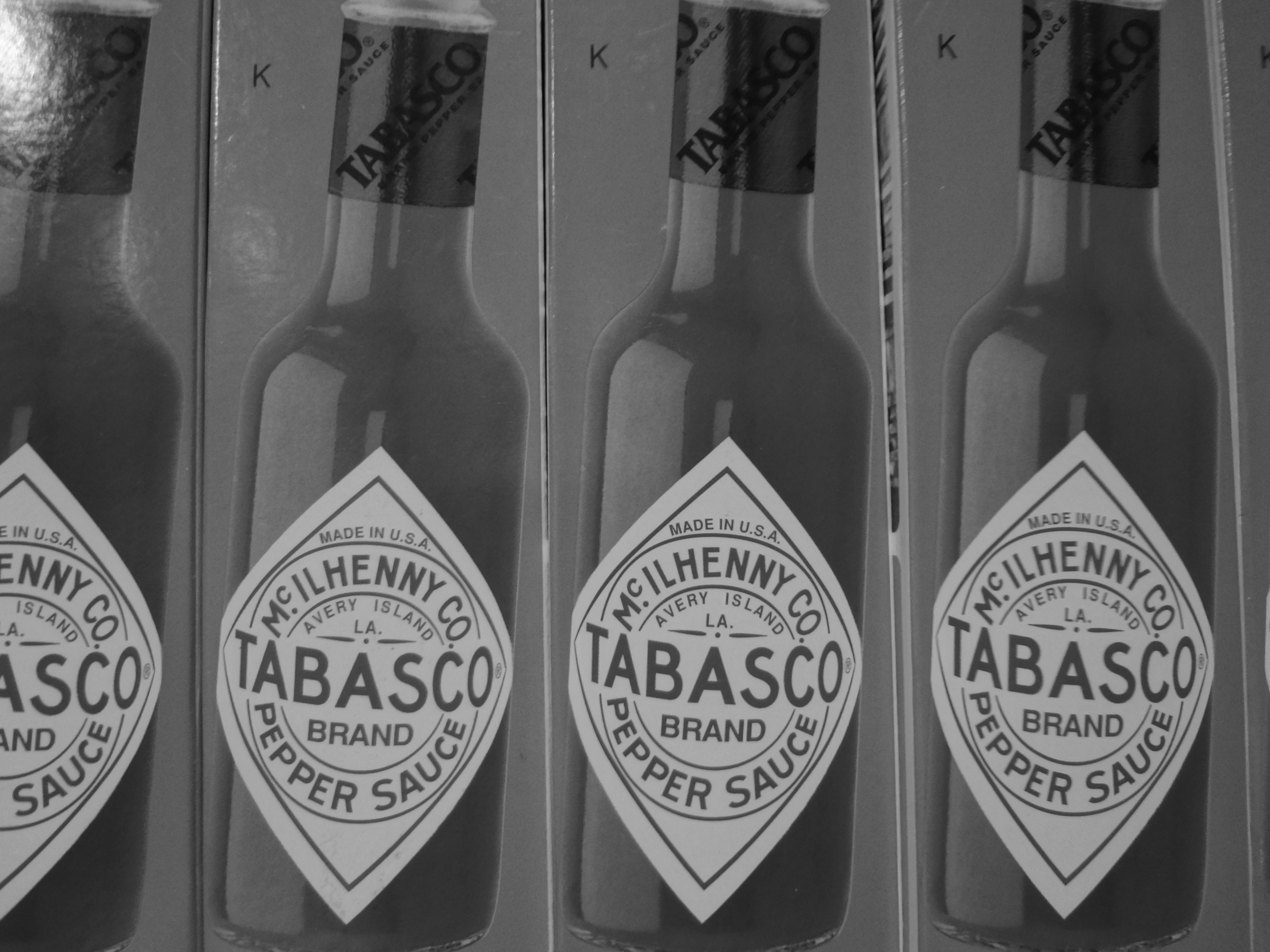

Tabasco Pepper Sauce, Tabasco Green Pepper Sauce, Tabasco Garlic Pepper Sauce, Tabasco Habanero Pepper Sauce, Tabasco Chipotle Pepper Sauce, Tabasco Sweet & Spicy Pepper Sauce, Tabasco Buffalo Sauce.

## Основні імпортери
| Країна             | Країна        |
| ------------------ | ------------- |
| 1. Японія          | 7. Корея      |
| 2. Німеччина       | 8. Іспанія    |
| 3. Велика Британія | 9. Франція    |
| 4. Мексика         | 10. Австралія |
| 5. Сінгапур        | 11. ПАР       |
| 6. Канада          |               |